# Sungai Rambai (Logas Tanah Darat)
Sungai Rambai is een bestuurslaag in het regentschap Kuantan Singingi van de provincie Riau, Indonesië. Sungai Rambai telt 257 inwoners (volkstelling 2010).